# Az 1956-os forradalom eseményei Debrecenben
Az 1956-os forradalom legelső mozzanatai Debrecenben  október 14-én kezdődtek, amikor létrejött a helyi értelmiségi-csoport, a Kossuth Kör, ezt követte a már szorosan a forradalomhoz kötődő 22-ei MEFESZ-csatlakozás, mikor a helyi egyetemisták csatlakoztak a szegedi egyetemisták akcióihoz. Október 23-án itt dördült a forradalom legelső sortüze. A lövések után a káosz nem szabadult el, ezután november 4-ig nem történt semmiféle katonai akció.

## A Kossuth Kör megalapítása és október 23-a
A Kossuth Kör az első vitáját október 13-án tartotta a megyeházában. Közel ezren vettek rajta részt egy zsúfolt teremben, a változásokat akaró felszólalásokat meghallgatni. 22-én a MEFESZ létrehozására szegedi küldöttek érkeztek. Október 23-án a Kossuth Lajos Tudomány Egyetemen összeállítottak 20 pontot, amelyek nagyrészt azonosak voltak a szegediek pontjaival, de tartalmazták a Magyarországon kívüli magyarság problémáinak a megoldását is. Majd a megyei pártbizottságnál követelték a hajdú-bihari Néplapban való megjelentetést, a céljukat elérték, viszont a pártbizottság épületének alagsorában látták a tettre kész hatóságiakat. A politikai vezetők 40 ezer újság kinyomtattatását ígérték. Később a diákok egy csoportja a MÁV Járműjavító Vállalat és a Magyar Gördülőcsapágy Művek dolgozóit tüntetni hívta, egy másik csoportjuk a délutáni  nagygyűlést készítette elő. Délután 4 órakor már 30–35 ezren gyűltek össze a város fő utcáján, a Piac utcán. A Szabadság Nyomdából a Néplap különszámait szétosztották. Két óra múlva a hatalmi jelképeket is elkezdték leverni az épületekről, közben a Himnuszt énekelve. A felvonulás a megyei BM épülethez ért, a vörös zászlók leeresztését akarván.

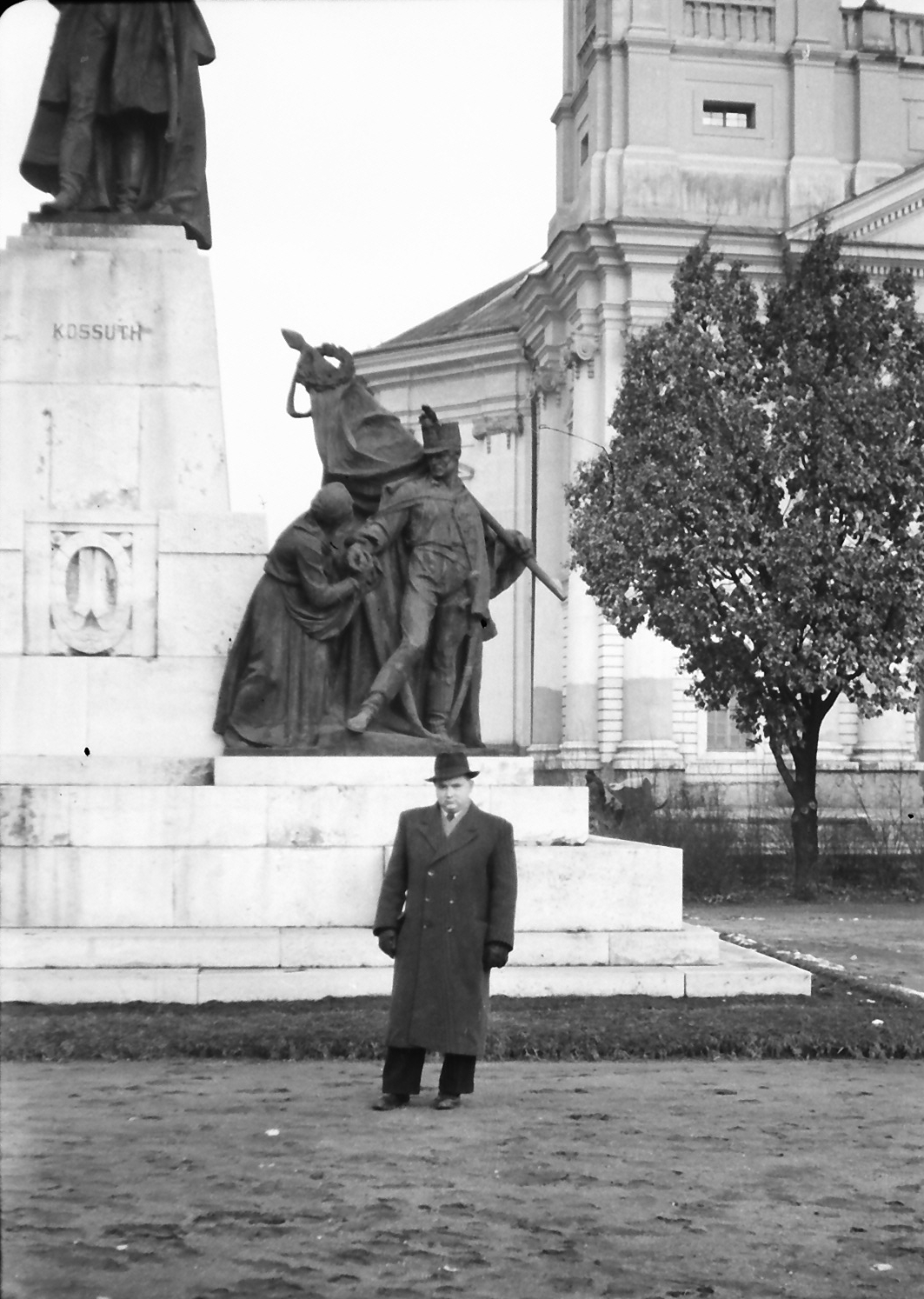
A Református Nagytemplom és a Kossuth-szobor '56-ban

Komócsin Zoltán megyei párttitkár felhívta Garab Imrét, a híradósezred törzsfőnökét a munkás-diák felvonulás szétverésére. A fegyverhasználatra is feljogosító utasítást azonban Garab visszautasította. Garab Imre és tisztje, Nagy Ferenc főhadnagy bement a belvárosba, katonái nélkül. Az államvédelmi karhatalmi zászlóalj emberei viszont nem így tettek: felfegyverkezve a Kossuth utcai tömeget meg próbálták félemlíteni füstgránátokkal, vaktöltényekkel. A vaktöltények láttán a kezdetben szétrebbent emberek folytatták a demonstrációjukat. Ekkor hangzott el a tűzparancs. Megközelítőleg harmincan megsebesültek, ketten meghaltak. A túlélők elmenekültek, ezzel ez volt az 1956-os forradalom legelső sortüze.
Éjjel a pártbizottság kijárási tilalmat rendeltek el, a város utcáit államvédelmisek lepték el.

## A forradalom szerveinek létrejötte
Október 24-én a KLTE diákotthona vált a forradalom centrumává. Katonai csapatoktól, gyáraktól, vállalatoktól érkeztek küldöttek, akik tárgyaltak a hallgatókkal a tennivalókról. A dél körüli órákban már sokan tudták, hogy Budapesten fegyveres felkelés tört ki, és a szovjet csapatok beavatkoztak. A fiatalok sztrájkra szólították fel a városiakat, küldötteik városszerte felkeresték a munkásokat. Délben már Debrecenben általános sztrájk volt, a szolidaritásuk kifejezésére.
25-én a katonai vezetők számára egyértelművé vált, hogy a (a Debrecenben állomásozók) katonák nem hajlandóak a tüntetőket oszlatni, sőt sokan szimpatizáltak velük. E nap éjjelén és a másnap legelején megbeszélésre hívták a dolgozókat és az egyetemistákat, a javaslatokról tárgyalni az MDP székházában, a Perényi utcában. A helyi pártszervezet elfogadta a követeléseket, javaslatokat:
A Párt Hajdú-Bihar megyei Végrehajtó Bizottsága úgy látja, hogy az országban lezajlott megmozdulás elsősorban a Budapesten történtek alapján forradalmi, szocialista, demokratikus és nemzeti jellegű, annak ellenére, hogy azokat egyesek káros és tragikus végű kilengésekkel zavarták meg. Leszögezzük, hogy az elmúlt napokban Debrecenben is kiadott tájékoztató röpcédula megállapításai, mindenekelőtt a helyzet nem ismerése miatt, nem feleltek meg a tényeknek.

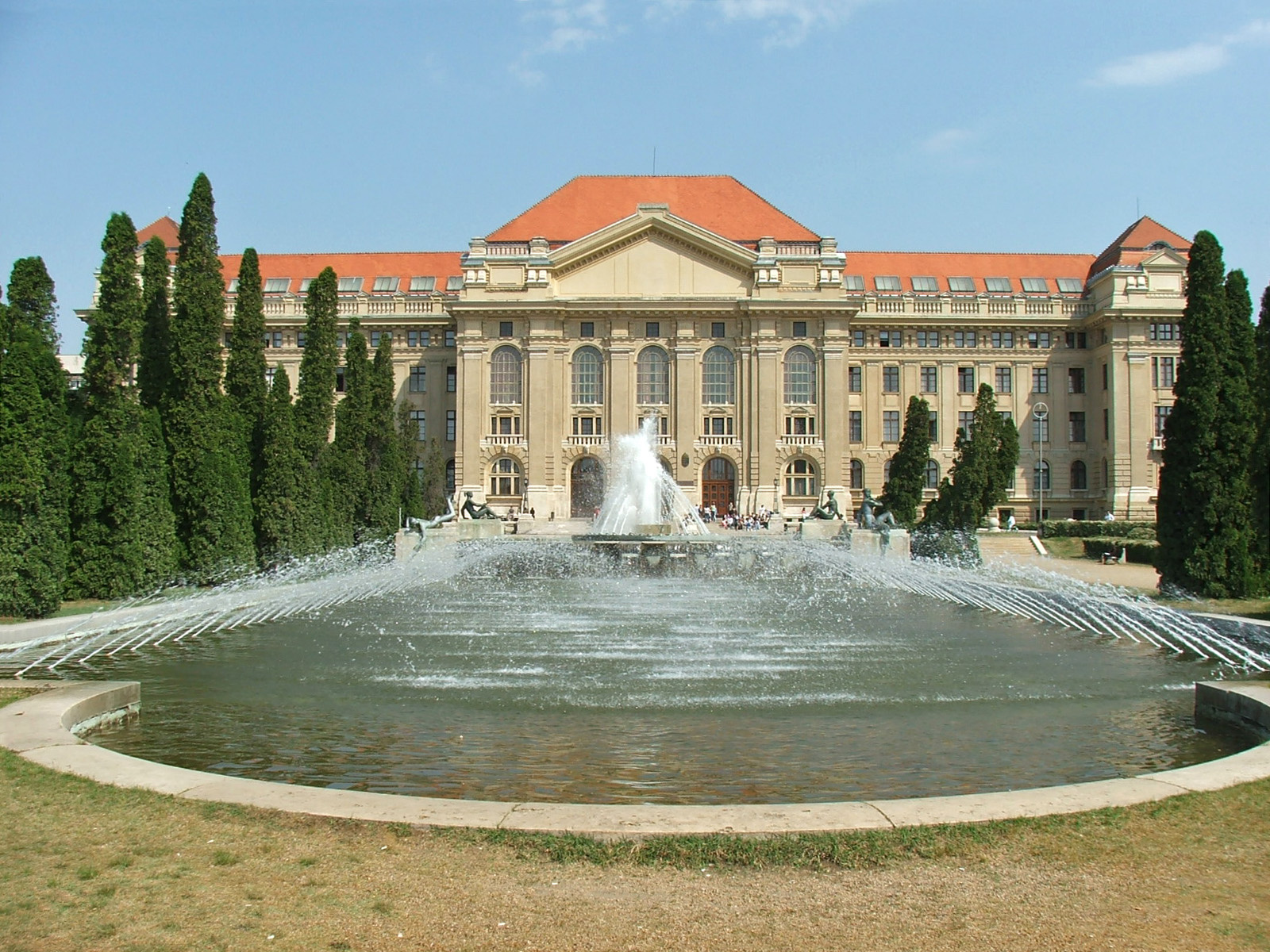
A KLTE

Megalakultak a város forradalmi szervei:
Az egyezmény lényegét tekintve tartalmazta mindazokat a megállapításokat és követeléseket, amelyeket az egyetemisták fogalmaztak meg október 23-i tüntetésük során. Ennek megvalósítása “és a forradalmi harc továbbvitele érdekében javasoljuk a Debreceni Szocialista Forradalmi Bizottmány megalakítását. A Szocialista Forradalmi Bizottmányt a párt, a tanács, a Hazafias Népfront, az üzemek, az egyetemi ifjúság és a dolgozók egyéb rétegeinek a legszélesebb demokratizmus alapján választott tagjai alkossák. Felszólítjuk az üzemi tanácsokat, a belügyi szervek és a honvédség alakulatait, hogy a rendkívüli helyzet fennállásáig csatlakozzanak a Debreceni Szocialista Forradalmi Bizottmányhoz.
A szervezet tagjait október 26-án választották meg Debrecen városházában. A megállapodás miatt délután első óráiban a városháza tanácstermében összegyűltek a pártbizottság vezetői, a debreceni diákok képviselői, a katonai egységek és a munkástanácsok küldöttei, mely közel két-háromszáz főt jelentett. A városháza előtt a Vöröshadsereg utcán pár ezer fős tömeg érdeklődött az eseményekkel kapcsolatban.
A feszült tanácskozás során a párttagok kisebb vita után elfogadták Für Lajos javaslatát. A javaslat szerint a Debreceni Szocialista Forradalmi Bizottmány elnökségre, titkárságra és szekciókra osztható. A vezetés, az irányítás az elnökség és a titkárság feladata, a karhatalmi-, szervezési-, élelmezési-, jogi-, tájékoztatási-, adminisztratív-, gépkocsis szekciók feladata pedig a különféle feladatok elvégzése és igazgatása. A politikai kormányzás az üzemek, intézmények, szervezetek küldötteiből álló, mintegy háromszáz tagú bizottság feladata. Az estig tartó tanácskozás után az elnökség tagja Csorba László alezredes, helyőrségparancsnok, Kovács Béla levéltáros és Nagy Gábor vagongyári munkástanácstag lett. Az elnökség titkára Für Lajos, a titkárság tagja pedig Vass Imre vasutas, Szilágyi Imre, az építőipari vállalat munkástanácsának tagja, és Dede László vegyész, egyetemi tanársegéd lett.
A választás során a párttagok nem kerültek a frissen alakult forradalmi szervezetek tagjai közé, a néphadsereg katonái közül azonban igen. Ezért másnap, Komócsin Zoltán parancsára elpusztították a megyei pártbizottság 1956-ban íródott okiratok nagy részét, és feloszlottak a megyei, városi és járási pártbizottságok. A pártbizottság néhány tagja a debreceni katonai reptérnél kért búvóhelyet, mások saját házaikban húzódtak meg. Őrizetbe került Tatár Kiss Lajos, és Ménes János tanácselnök, továbbá körülbelül 30 ÁVH-s tiszt. A forradalommal rokonszenvező katonák leszerelték az államvédelmiseket. Bizottmány minden nap, egészen november 4-ig megtartotta üléseit. A megválasztottak felvették a kapcsolatot Nagy Imrével, más megyék ugyanilyen szervezeteivel, illetve a Dunántúli Nemzeti Tanáccsal.
A Budapesten harcolókat támogató teherautós szállítmányok naponta indultak el, élelmiszerrel megrakodva.

## Október 28-ától
Az MTI két munkatársa (Oltványi Ottó és Szűcs Lajos) naponta tudósított az eseményekről, a leírtak szerint a pártok újjáalakultak, rendbontások nem történtek és tartalmazták a DSZFB jövőbeli célkitűzéseit.
A híradósezred külön rádiót sugárzott, továbbá egy másik rádió, a Csokonai Rádió is adásokat szórt. Ellentétben több várossal, például Miskolccal, itt nem történt lincselés. November 3-án reggel szovjet egységek bekerítették a várost. Végül Debrecenben ellenállás nem volt.
A forradalom leverése után bíróság elé került több forradalmi szereplő, köztük katonatisztek is (Garab Imre, Boér Lajos stb.).